# Автошлях Н 16
Автошлях Н 16 — автомобільний шлях національного значення в Україні Золотоноша — Черкаси — Сміла — Умань. Проходить територією Черкаської області, сполучаючи усі її чотири районних центри.

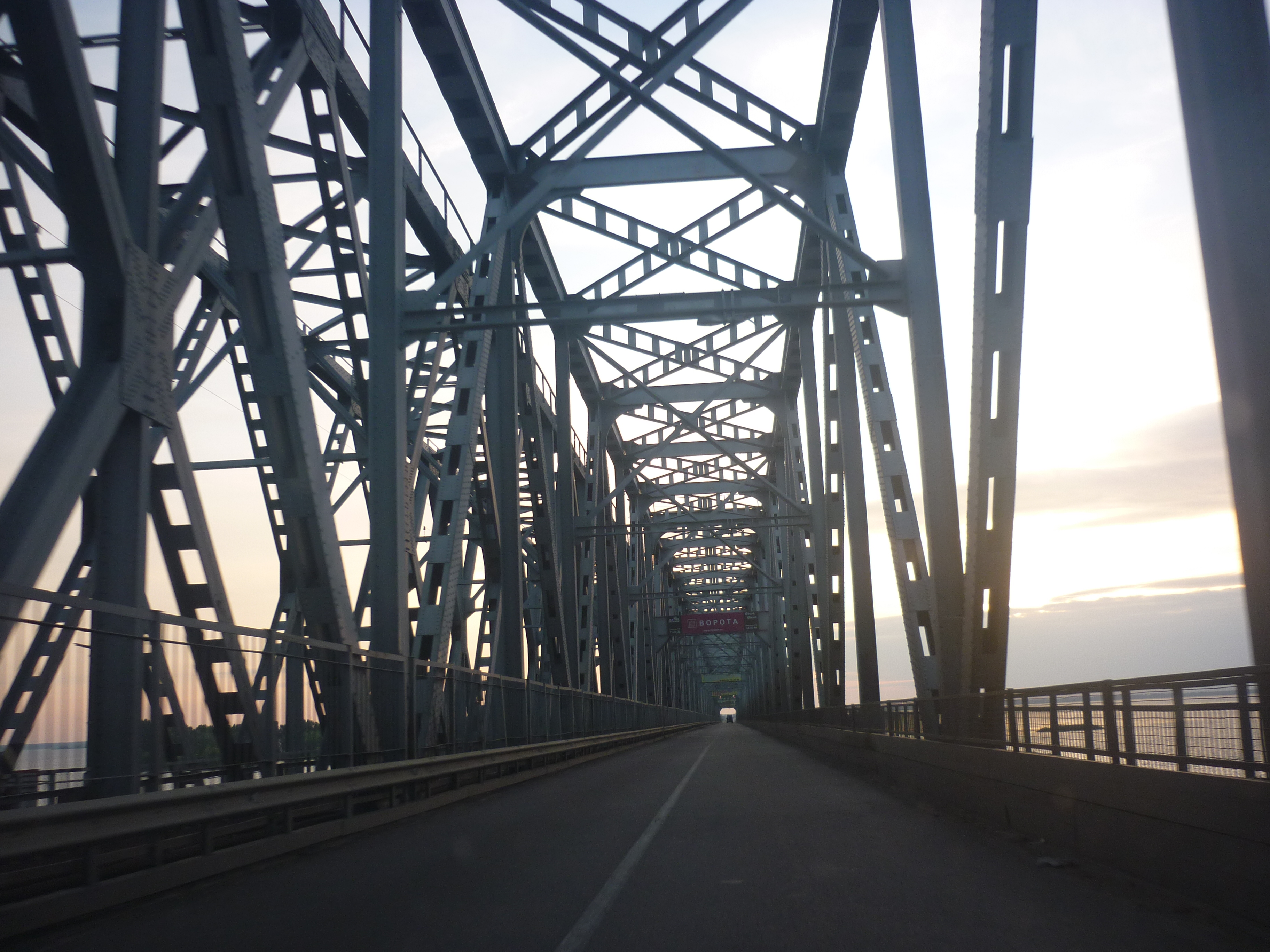
Автошлях через річки Дніпро

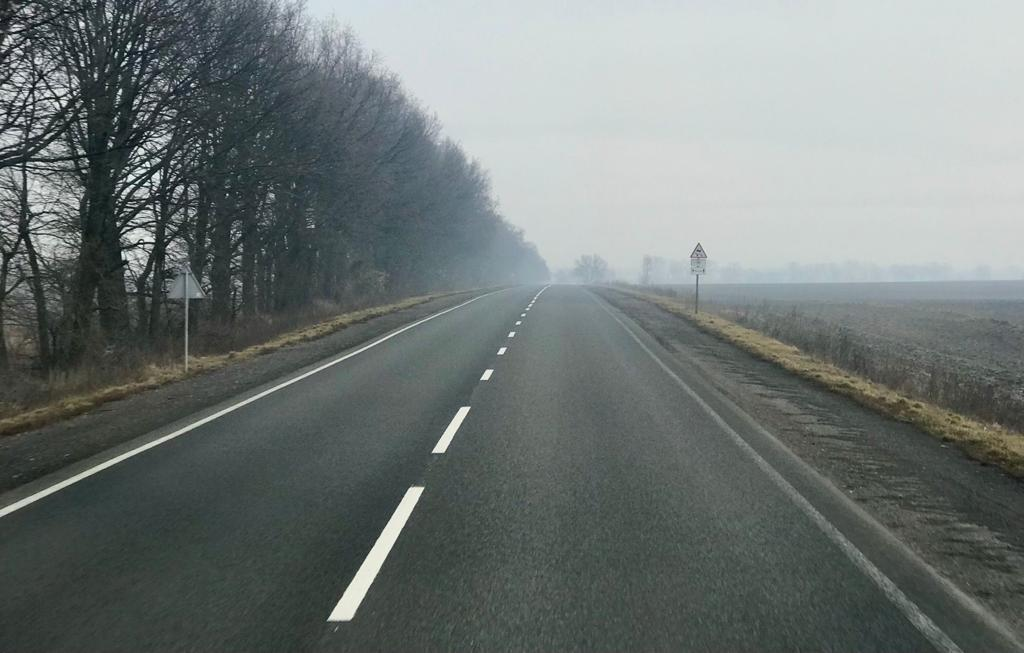
Автошлях Н 16 біля Білозір'я, березень 2023.

Починається на кільцевому перехресті з автошляхом Н08, на початку об'їзної дороги міста Золотоноша, на околиці села Згар, прямує на південь до Кременчуцького водосховища, перетинає його Черкаською дамбою. Далі пролягає через міста Черкаси, Смілу, Шполу, Звенигородку, Тальне (усі ці міста, окрім Сміли, шлях оминає об'їзною дорогою) та закінчується на кільцевому перехресті з автошляхом М30 неподалік міста Умань.
Загальна довжина, згідно з мапою автомобільних шляхів «Укравтодору» — 217 км згідно з Постановою Кабінету Міністрів України — 209,7 км (без урахування відрізків автошляху, що знаходяться в комунальній власності населених пунктів).